# Hydrovatus guignoti
Hydrovatus guignoti is een keversoort uit de familie waterroofkevers (Dytiscidae). De wetenschappelijke naam van de soort is voor het eerst geldig gepubliceerd in 1957 door Omer-Cooper.